# Un piccolo angolo d'inferno
Un piccolo angolo d'inferno (titolo originale: Vtoraja Čečenskaia) è un saggio di Anna Politkovskaja, scritto nel 2002 e che narra alcune delle vicende più agghiaccianti della seconda guerra cecena (1999-2006), episodi vissuti personalmente dalla giornalista della Novaja Gazeta e racconti delle esperienze della popolazione cecena.
La volontà della giornalista è di far luce su una guerra dimenticata dall'Occidente, che l'ha frettolosamente liquidata come una questione interna, permettendo anzi al governo centrale russo di nobilitarla con una motivazione antiterroristica. La Politkovskaja si mantiene assolutamente equidistante dalle fazioni che combattono - da una parte l'esercito federale russo, dall'altra le milizie indipendentiste - concentrando la sua attenzione sulle atroci sofferenze dei civili: torture, stupri, rapimenti, spedizioni punitive nei villaggi, saccheggi e abusi commessi sia dall'esercito regolare che dalla guerriglia.
Dietro a questa guerra, dietro alla mancanza di una qualsiasi volontà di negoziato, si nasconderebbe un disegno politico preciso del governo, che persegue il ritorno alle ambizioni imperialistiche sovietiche, e di un esercito - corrotto e ormai fuori dallo stesso controllo del governo - che vuole proseguire il saccheggio di questa piccola regione caucasica, popolata da appena un milione di abitanti.
Il libro si conclude con il racconto dell'assalto al teatro Dubrovka di Mosca, rivendicato dai guerriglieri di Šamil' Basaev, nel quale la Politkovskaja tentò una mediazione con i terroristi per la liberazione degli ostaggi. Nel blitz dell'esercito russo, gli assaltatori furono uccisi, ma insieme a loro morirono 129 ostaggi a causa soprattutto dei gas tossici utilizzati per immobilizzare i guerriglieri.

## Edizioni italiane
- Un piccolo angolo d'inferno, trad. [dall'inglese] di Isabella Aguilar, Collana Saggi, Milano, Rizzoli, 2008, ISBN 978-88-17-02594-2.
- Un piccolo angolo d'inferno, Prefazione di Francesca Mannocchi, postfazione di Georgi M. Derluguian, Collana Saggi, Milano, BUR-Rizzoli, 2023, ISBN 978-88-171-8149-5.